# جیب‌بر خوشگله
جیب‌بر خوشگله فیلمی به کارگردانی و نویسندگی تورکر اینانوغلو محصول سال ۱۳۴۸ است.

## خلاصه داستان
یکی از دختران دوقلوی مردی را کولی‌ها می‌ربایند. دختر در بين كولی ها كارش به جيب بری و دزدی كشيده می شود و خواهر دوقلوي او گرفتار پليس می شود. اين شباهت همچنين مشكلاتی را برای دو جوان كه به دخترها علاقمندند به وجود می آورد. سرانجام حقيقت معلوم شده و در پايان دختر كولی تصميم می گيرد كه هرگز به دنبال جيب بری و دزدی نرود.

## بازیگران
- همایون
- نازی (فیلیز آکین)
- ایرج قادری
- کاوه
- ناصر ملک‌مطیعی